# Próba Tollensa

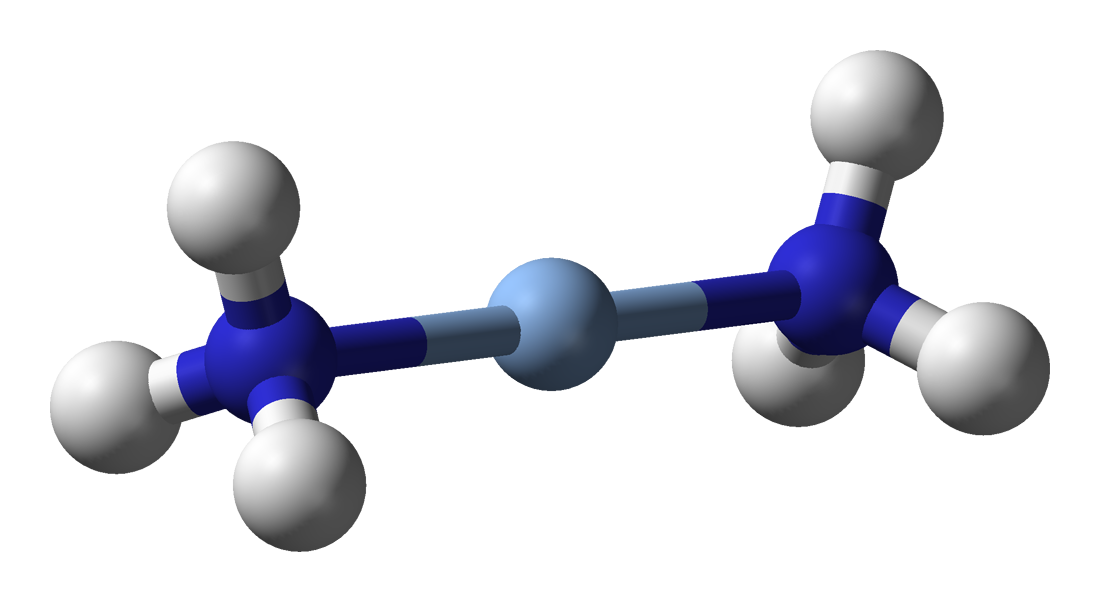
Model przestrzenny kationu diaminasrebra(I), [Ag(NH_{3})_{2}]^{+}

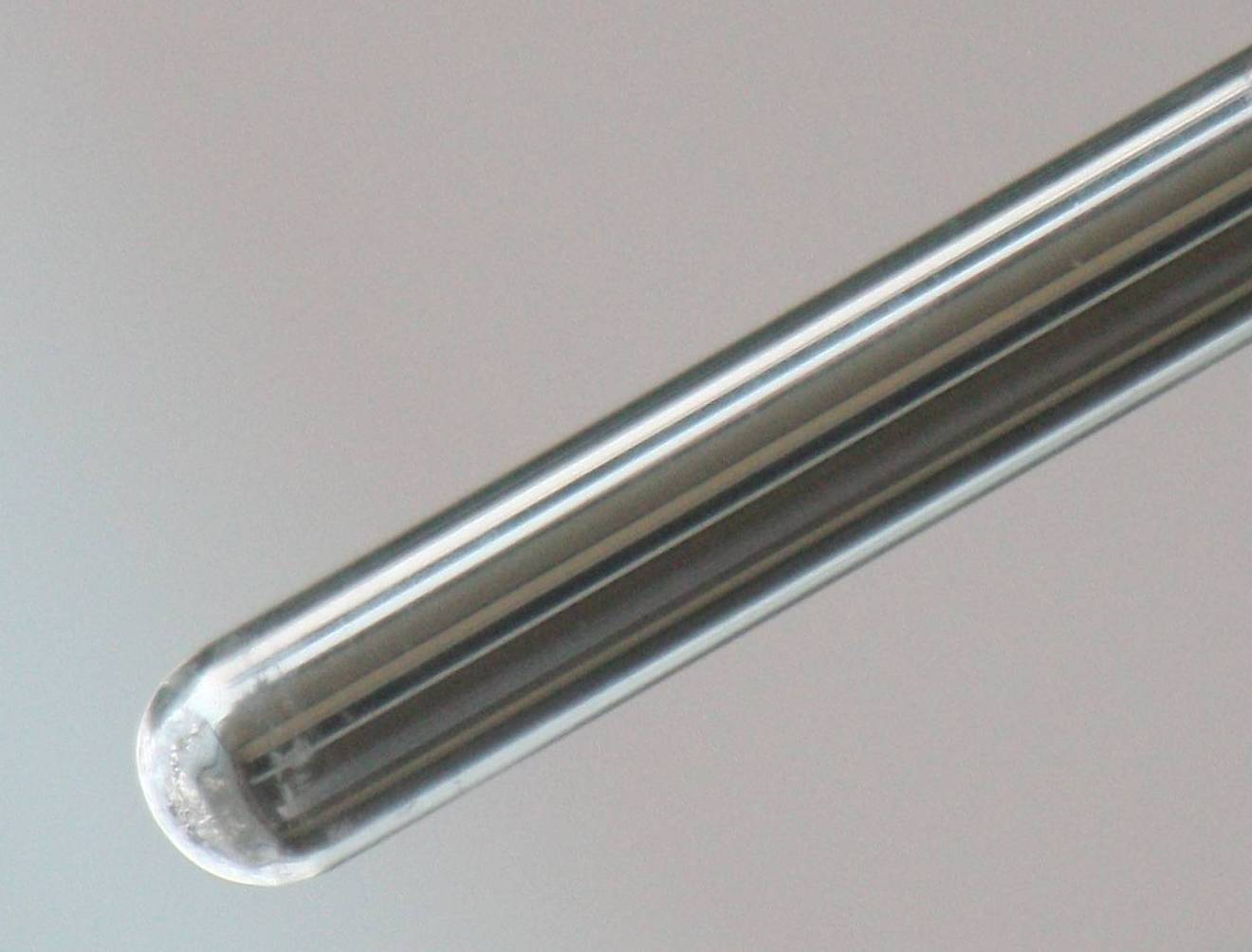
Pozytywny wynik próby Tollensa

Próba Tollensa (próba lustra srebrowego) – reakcja chemiczna służąca do wykrywania aldehydów. Podczas pozytywnej próby Tollensa powstaje srebro metaliczne, osadzające się w postaci lustrzanej powłoki na szklanej powierzchni naczynia reakcyjnego. Ketony dają negatywny wynik próby, z wyjątkiem cukrów z grupy ketoz, takich jak fruktoza.
Przykładowa reakcja powstawania lustra srebrowego w obecności formaldehydu:
2[Ag(NH3)2]+ + HCHO + 3OH− → 2Ag↓ + HCOO− + 2H2O + 4NH3
Próba Tollensa jest prowadzona w lekko zasadowym środowisku, w którym ketozy ulegają epimeryzacji do aldoz, dzięki czemu metodą tą można wykrywać też cukry nie zawierające początkowo grup aldehydowych. Przykładem jest fruktoza (ketoza), przekształcająca się w trakcie próby w aldozy: glukozę i mannozę. Jednym z niewielu cukrów, które nie dają pozytywnego wyniku próby Tollensa jest sacharoza.
Do wykonania próby Tollensa wykorzystuje się odczynnik Tollensa, czyli roztwór zawierający jony diaminasrebra(I) [Ag(NH3)2]+. Odczynnik Tollensa otrzymuje się, dodając wody amoniakalnej do roztworu azotanu srebra. W pierwszym etapie wytrąca się brunatny osad tlenku srebra(I):
2AgNO3 + 2NH3 + H2O → Ag2O↓ + 2NH4NO3
Osad ten roztwarza się w nadmiarze amoniaku:
Ag2O + 4NH3 + H2O → 2[Ag(NH3)2]+ + 2OH−
Powstaje jon kompleksowy diaminasrebra(I) ([Ag(NH3)2]+). Roztworu tego nie wolno przechowywać, ze względu na powstawanie tzw. srebra piorunującego o właściwościach wybuchowych.
Po wprowadzeniu do odczynnika Tollensa aldehydu, jon diaminasrebra(I) redukuje się do metalicznego srebra. Jeżeli reakcja przeprowadzana jest w czystej probówce (najlepiej odtłuszczonej wodorotlenkiem sodu) na jej ściankach powstanie „lustro srebrowe”. Jeżeli probówka będzie brudna wytrąci się czarny osad srebra.
Pozytywny wynik daje również reakcja z kwasem mrówkowym, który podobnie jak aldehydy, zawiera ugrupowanie -CHO i ma właściwości redukujące. Efekt jest jednak słabszy niż w przypadku reakcji z aldehydami. Anion mrówczanowy utlenia się w trakcie próby do anionu węglanowego:
2[Ag(NH3)2]+ + HCOO− + 2OH− → 2Ag↓ + HCO3− + H2O + 4NH3